# El Bosque (Cádis)
El Bosque é um município da Espanha na província de Cádis, comunidade autónoma da Andaluzia, de área 31 km² com população de 2035 habitantes (2007) e densidade populacional de 64,28 hab/km².
Faz parte da Rota das aldeias brancas.

## Demografia
| Variação demográfica do município entre 1991 e 2004 | Variação demográfica do município entre 1991 e 2004 | Variação demográfica do município entre 1991 e 2004 | Variação demográfica do município entre 1991 e 2004 |
| --------------------------------------------------- | --------------------------------------------------- | --------------------------------------------------- | --------------------------------------------------- |
| 1991                                                | 1996                                                | 2001                                                | 2004                                                |
| 1777                                                | 1802                                                | 1922                                                | 1978                                                |